# Desa Wanakerta (administrativ by i Indonesien, Jawa Barat, lat -6,81, long 108,04)
Desa Wanakerta är en administrativ by i Indonesien.   Den ligger i provinsen Jawa Barat, i den västra delen av landet, 150 km sydost om huvudstaden Jakarta.